# Leuchtturm Norderney
Der Leuchtturm Norderney (offizielle Bezeichnung: Großer Norderneyer Leuchtturm) ist ein unter Denkmalschutz stehendes, aktives, der Schifffahrt als Navigationsfestpunkt, Landmarke und Wegweiser dienendes Seezeichen vor der niedersächsischen Festlandsküste. Er wurde von 1871 bis 1874 auf einer rund 10 m hohen Düne etwa in der Mitte der ostfriesischen Insel Norderney erbaut. Der Leuchtturm ist mit seinem im oberen Teil achteckigen Querschnitt (mittlere Dicke 6,45 Meter) ein architektonisch erwähnenswertes und mit seiner Höhe von knapp 60 m ü. NN (ohne Laterne 54,6 m) gleichzeitig das höchste Bauwerk der Insel. Unterhalb der Laterne befindet sich eine umlaufende Zuschauergalerie, die man über 252 Stufen erreicht.
Der Turm mit der internationalen Ordnungsnummer B 1054 gehört seit Januar 2020 der Wasser- und Schifffahrtsverwaltung der Bundesrepublik Deutschland (WSV). Zum Leuchtturm gehört ein ebenfalls zwischen 1871 und 1874 errichtetes zweigeschossiges, siebenachsiges mit roten Ziegeln gedecktes Wärter- und Maschinenhaus, in dem sich bis in die 1950er Jahre eine Telegrafenstation befand.

## Geschichte

### Vorgeschichte

Übersicht der Leuchttürme auf den Ostfriesischen Inseln

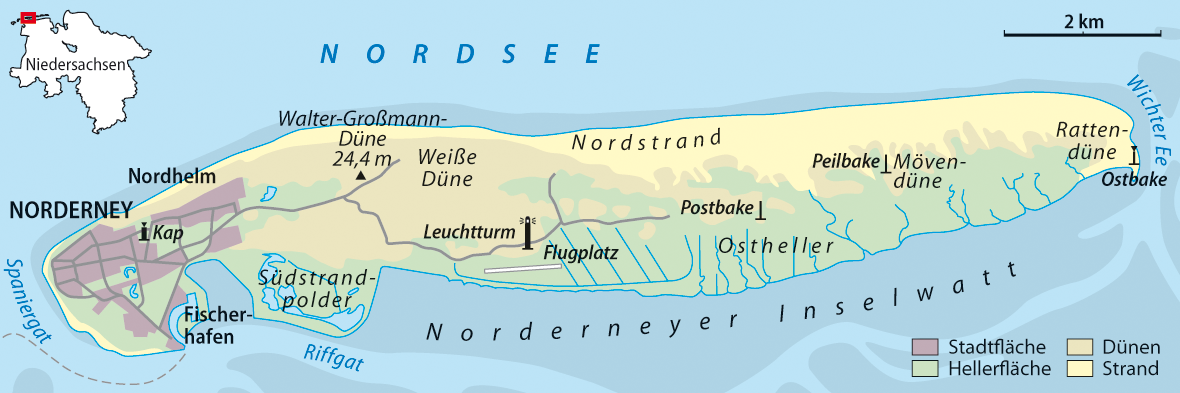
Übersichtskarte Norderneys mit Leuchtturm in der Inselmitte

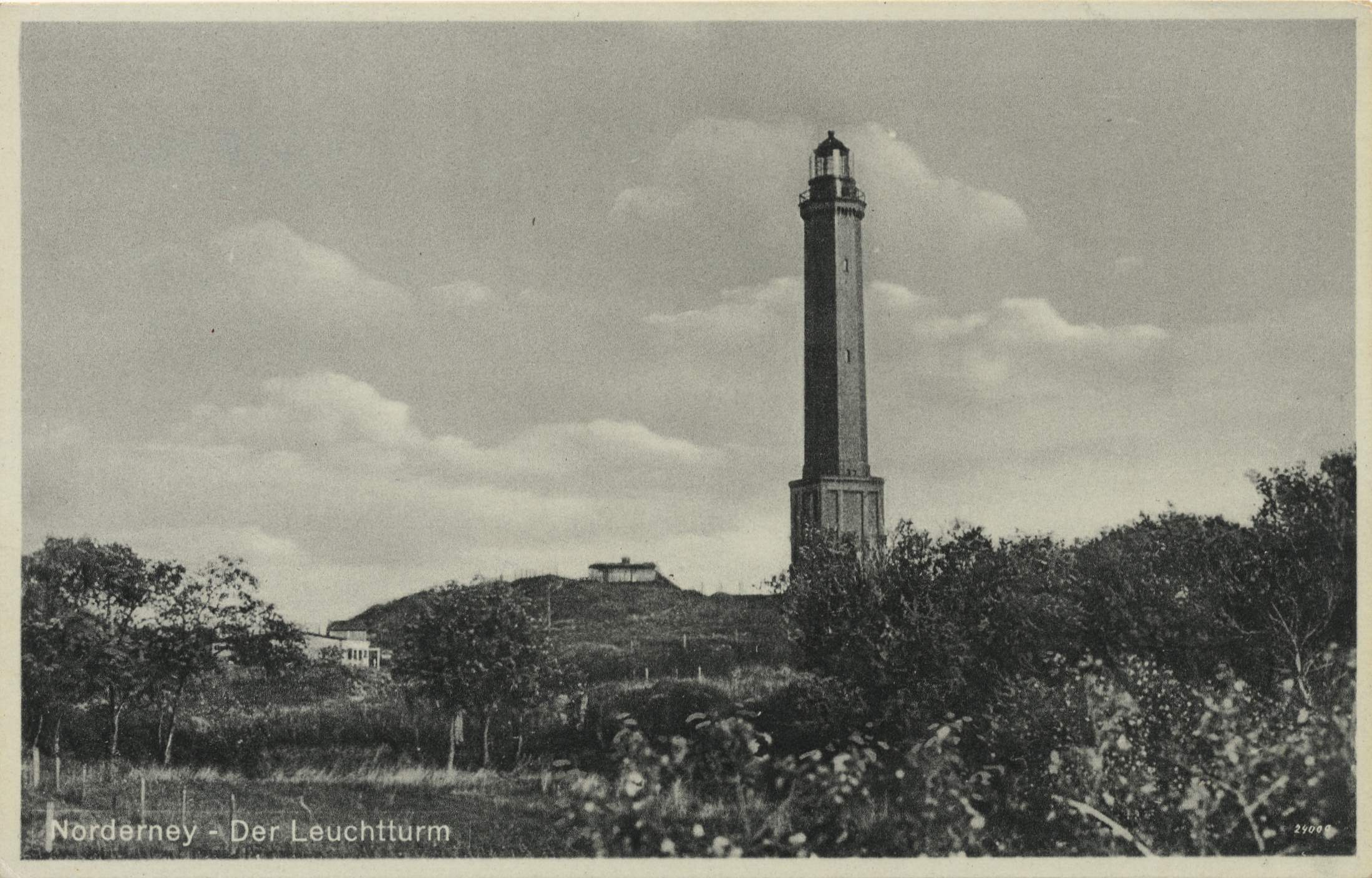
Der Leuchtturm um 1900

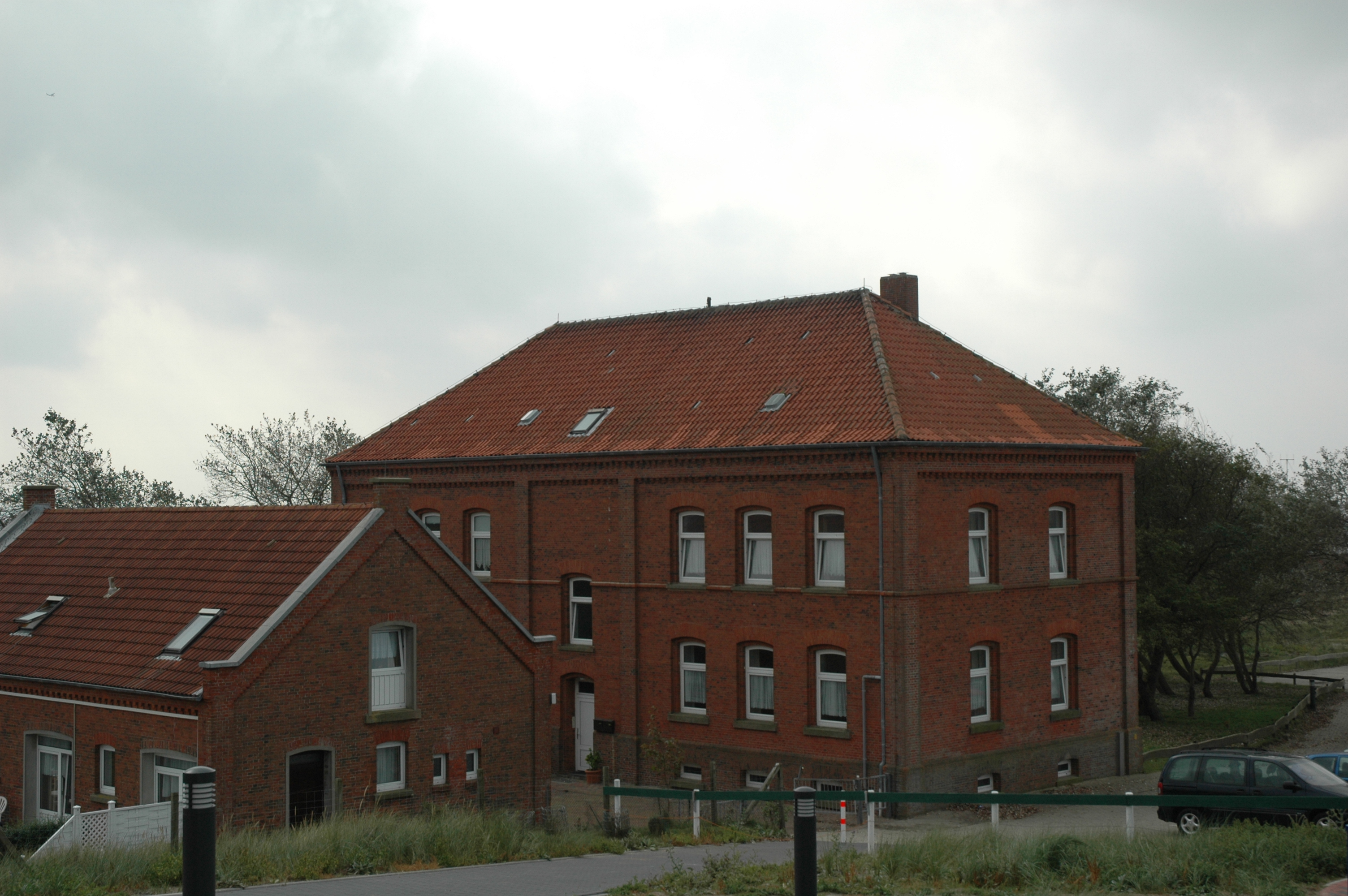
Das ehemalige Wärter- und Maschinenhaus (rechts) vom Sockel des Leuchtturms aus fotografiert. Links die ehemalige Telegrafenstation.

Bereits um 1410 wurden an der Ostfriesischen Küste Landmarken in Form von Baken errichtet. Im 17. Jahrhundert wurden diese auch auf markanten Punkten auf den Ostfriesischen Inseln errichtet. Schon 1576 wurde auf der Insel Borkum eine Blüse zur Sicherung des Schiffsverkehrs errichtet. Von 1602 an gab es mit dem Westturm auf der Insel Wangerooge ein Leuchtfeuer und seit 1624 ein Kap als Tagessichtmarke. Da die restliche Küste zwischen den Inseln Juist und Spiekeroog noch 1780 völlig oder nur unzureichend mit festen Leuchtfeuern versehen war, drängten in erster Linie Emder Kaufleute und die Bremer Kaufmannschaft, die die Sicherheit ihrer eingesetzten Schiffe bedroht sah, auf den Bau eines weiteren Bauwerks auf einer der Ostfriesischen Inseln.

„Die englische, französische und holländische Küste sind in der Nachtzeit mit Fresnel'schen Apparaten, wie aneinander gereiht, prachtvoll illuminiert. Die hannoversche Insel Borkum, als die erste deutsche, schliesst sich an diese Beleuchtungslinie zunächst an aber das Licht ist noch nach alter Weise mit Hohlspiegeln versehen. Indessen hat die Regierung bereits ihr Augenmerk dahin gerichtet und beabsichtigt eine durchgreifende Verbesserung dieses Lichtes. Bis Borkum sollen die Schiffe aus dem Kanal kommend, in die Nordsee gelangt sein und weiter den mit vielen Sandbänken besetzten Ems-, Jahde-, Weser- Elbmündungen zusteuern. Aber von hier an herrscht völlige Finsternis und erst nach einer Entfernung von 48 bis 50 Seemeilen ist das Licht zu Wangerooge das erste, welches man wieder zu sehen bekommt. Kein Wunder also, daß an den zwischen Borkum und Wangeroog in völliger Finsternis liegenden Inseln manches Schiff scheitert. Die Schiffer wissen das recht gut und steuern, um dieser Gefahr zu entgehen, in die ungefähre Richtung auf Helgoland. Aus allen Überlegungen geht hervor, dass an der Seeküste noch ein Punkt in der Beleuchtungskette fehlt und kann dieser etwa Norderney sein, als ungefähr in der Mitte zwischen Borkum und Wangerooge belegen, doch dürfte dann bei der Strecke von etwa 24 Seemeilen nach beiden Seiten hin ein stark intensives, ein 1. Ordnung bezeichnetes Licht daselbst sowohl wie in Wangerooge in Anwendung zu bringen sein“

Daraus geht hervor, dass die Schiffe in Richtung Hamburg und Bremen zur Sicherheit den (sicheren) Umweg an Helgoland vorbei wählten. Das 1849 auf Norderney errichtete Kap erfüllte demnach die Anforderungen an die Sicherheit gerade in der Nacht nicht.

### Planung, Bau und Inbetriebnahme
Erst nach der endgültigen Befreiung Europas und dem Sturz Napoleons kam es in Preußen mit dem Deutschen Bund zur Bildung eines lockeren Bündnisses von Staaten. Unter der Leitung von Peter Beuth auf der „Stelle eines vortragenden Raths bei der General Verwaltung für Gewerbe und Handel“ wurde eine umfangreiche Befeuerung der preußischen Küste begonnen. Nach der Turmerhöhung Memel (1819) wurden neu erbaut Rixhöft (1822), Arcona (1824), Hela (1826) und Jershöft (1830). In der nachfolgenden Zeit bis zur Jahrhundertwende sind weit mehr als 20 Seefeuer an der deutschen Küste in Dienst gestellt worden.
Durch zahlreiche Meldungen und Eingaben bei der 1823 gegründeten Königlichen General-Direktion des Wasserbaus mit Sitz in Hannover wurde dem Bau eines Leuchtturms auf Norderney zugestimmt.
Die Baupläne zur Errichtung des Norderneyer Leuchtturms und der Nebengebäude entwarf die Königlich-Preußische Wasser- und Schiffahrtsverwaltung in Norden zusammen mit dem Konstrukteur Ernst Schumacher aus Leer, der den 1879 errichteten neuen Leuchtturm auf der Insel Borkum konstruierte. Der Norderneyer Leuchtturm wurde zwischen 1871 und 1874 durch die Königliche General-Direktion des Wasserbaus in massiver Bauweise aus roten Mauerziegeln gemauert. Die Gesimsabdeckungen am Turmkopf bestehen aus Sandstein. Der Turm steht auf einer 10 m hohen Düne in der Inselmitte. Dieser Standort wurde aus logistischen Gründen gewählt, da das Baumaterial bei Ebbe mit Pferdekutschen aus Hilgenriedersiel auf die Insel transportiert werden musste und die Entfernung der Insel zum Festland an dieser Stelle mit rund drei Kilometern gering ist. Der Leuchtturm hat einen 13,27 m hohen Sockel mit quadratischem Querschnitt sowie einen Hauptschaft mit einem Querschnitt in Form eines regelmäßigen Achteckes. Die gesamten Baukosten betrugen 198.000 Goldmark. Seit seiner Errichtung  ist der Turm das einzige aktive Seefeuer auf der Insel und dient der Schifffahrt als Orientierungsfeuer. Während der Bauphase war der Turm in keiner Landkarte verzeichnet, was zu Verwechselungen mit den auf Borkum und Wangerooge errichteten Türmen führte.
Der Leuchtturm wurde am 1. Oktober 1874 nach dem Entzünden seiner Lichtquelle, die zunächst aus einer Petroleumlampe mit fünf konzentrischen zueinander stehenden Dochten bestand, offiziell als festes Schifffahrtszeichen der Insel Norderney eingeweiht. Damit wurde die rund 80 Kilometer lange Lücke von Leuchtfeuern auf den Ostfriesischen Inseln und der südlichen Deutschen Bucht geschlossen. Durch die Errichtung und Inbetriebnahme des Norderneyer Leuchtturms wurde der Abstand der Leuchtfeuer verringert, wodurch die Sicherheit des Schiffsverkehrs vor der deutschen Küste erhöht wurde. Der Leuchtturm löste das 1849 errichtete Kap als offizielles Erkennungszeichen der Insel für die Seefahrt ab.
In der Bekanntmachung für Seefahrer, die nach der Fertigstellung des Turms durch den Bauinspektor Adolf Tolle am 4. August 1874 veröffentlicht wurde, wird der Turm folgendermaßen beschrieben:

„Norderney, auf dem nördlichen Ende der großen Düne, südöstlich von den sogenannten weißen Dünen. Ein weißes Funkelfeuer mit Blinken von 10 zu 10 Sekunden, den ganzen Horizont beleuchtend. Fresnel'scher Linsenapparat I. Ordnung, 24-teilig, Brenner Nr. 5 mit 5 Dochten. Mineralöl, Verbrennung 1150 g/Std, 4500 kg pro Jahr. Feuerhöhe 59,6 m, Höhe des Leuchtfeuergebäudes 53,75 m über Erdboden. Turm von roten Ziegelsteinen im Rohbau mit Sandstein-Gesimsabdeckungen. Der quadratische Unterbau ist 13,27 m, der achteckige Hauptteil 30,41 m. Der runde Tambourmauer 3,0 m, der ganze Bau 4,7 m über dem Erdboden hoch. Auf dem Krönungsgesims eisernes Geländer um die Galerie. Über der Tambourmauer von 5 m Durchmesser die 5,3 m hohe Laterne, an ihren 16 Seitenflächen weiß verglast und in Halbkugelform den Turm abschließend. Darüber eine Kugel von 0,75 m Durchmesser mit Spitze, zusammen 1,75 m hoch. Südwestlich vom Turm Wohnhaus aus roten Ziegelsteinen im Rohbau mit roten Ziegeln eingedeckt. Dasselbe enthält ein Souterain und 2 Geschosse. Östlich vom Wohngebäude ein Stall aus roten Ziegelsteinen im Rohbau. Höhe des Feuers über H.W. 59,4 m, Höhe des Turmes über dem Erdboden 53,75 m. Es sind 3 Wärter vorhanden. In dem Wärterhaus neben dem Leuchtturm wird eine Telegrafenstation eingerichtet werden.“

## Der Leuchtturm seit dem 20.Jahrhundert

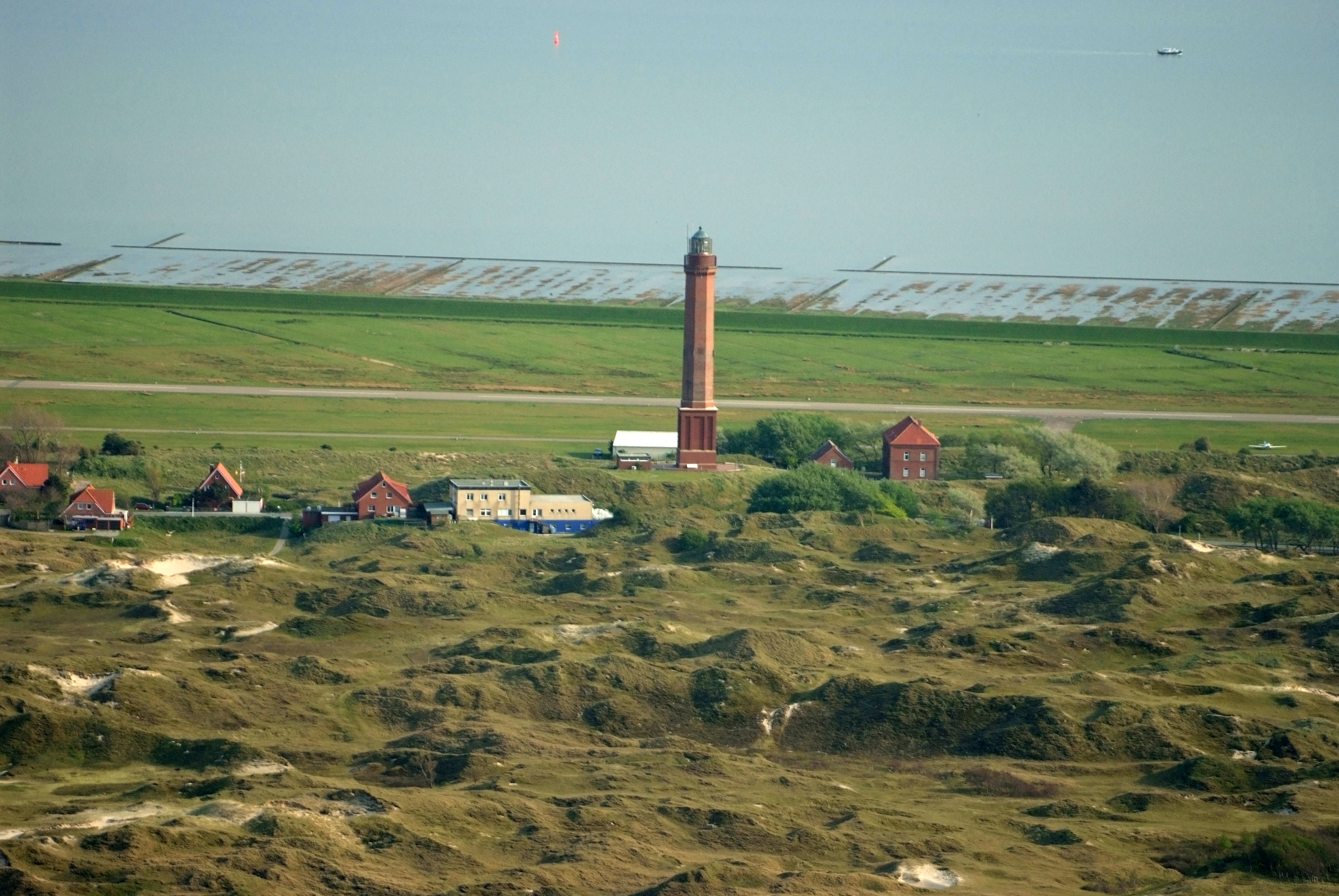
Der Leuchtturm von der Seeseite aus fotografiert

Seit seiner Zündung sandte das Leuchtfeuer sechs Blinke in der Minute (Zeitmaß: Blink von zwei Sekunden, acht Sekunden Pause, Wiederkehr nach zehn Sekunden) über 21 sm (38,9 km). Bei Inbetriebnahme des Feuers 1874 wurde eine fünfdochtige Petroleumlampe mit einer Lichtstärke von 21.500 Hefnerkerzen (HK) verwendet, die täglich 25 Pfund Petroleum verbrauchte. Diese auch Faquhar'sche Lampe genannte Lampenart wurde zu dieser Zeit häufig als Lichtquelle von Leuchttürmen verwendet. Nachdem das Petroleumfeuer 1910 gegen ein Petroleumglühlicht als Lichtquelle getauscht wurde, erhöhte sich die Lichtstärke des Feuers auf 45.000 HK. Bereits 1930 wurde das Petroleumglühlicht gelöscht und die Lichtquelle auf eine elektrische Glühlampe mit einer Leistung von 1000 Watt/220 Volt, 45.000 HK (ab 1938 2000 Watt/220 Volt, 170.000 HK) umgestellt, nachdem der Turm an das Stromnetz der Insel angeschlossen worden war. Bis 1958 diente ein mit Flüssiggas betriebener Glühstrumpf als Ersatzlichtquelle, der auf 49.000 HK kam. Während des Zweiten Weltkriegs wurden die Leuchtfeuer der Leuchttürme und Feuerschiffe vor der deutschen Küste abgeschaltet. Der Norderneyer Leuchtturm wurde von den alliierten Bomberverbänden während der Bombenangriffe auf die Ostfriesischen Inseln nicht zerstört, da er als Tagessichtmarke und Navigationspunkt diente. Vor der Elektrifizierung der Drehmechanik erfolgte die Drehung der Optik bis 1959 durch ein im Turmschacht aufgehängtes Gewicht von 3,5 bis 4 Zentnern (175 bis 200 Kilogramm), welches täglich durch die bis zu drei angestellten Leuchtturmwärter mithilfe einer Winde von Hand aufgezogen werden musste. Der in der Mitte des Turms befindliche Schacht hat eine Breite von rund einem Meter und wird in heutiger Zeit für die Verlegung der nach oben führenden Kabel genutzt. Im Zuge der allgemeinen Modernisierung der Leuchtfeuer an den deutschen Küsten wurde am 19. Juli 1976 die Kennung des Leuchtturms nach dem Einbau einer Halogen-Metalldampflampe geändert. Seitdem wird alle 12 Sekunden eine Gruppe von drei Blitzen ausgesandt. Die Blitzkennung lautet (Blz.(3) 12 s). Dies ergibt 15 Blitze in der Minute nach dem Zeitmaß von drei Blitzen mit je 0,2 Sekunden Dauer, gefolgt von einer kurzen Pause von je 2,8 Sekunden. Nach dieser Blitzfolge tritt eine längere Pause von 5,8 Sekunden ein. Die Wiederkehr des nächsten Blitzes erfolgt somit nach 12 Sekunden. Seit 1981 wird der Betrieb des Turms nicht mehr von Leuchtturmwärtern sichergestellt. Von der Verkehrszentrale Ems an der Knock bei Emden wird er seitdem vollautomatisch ferngesteuert und überwacht.

### Modernisierung und Sanierung

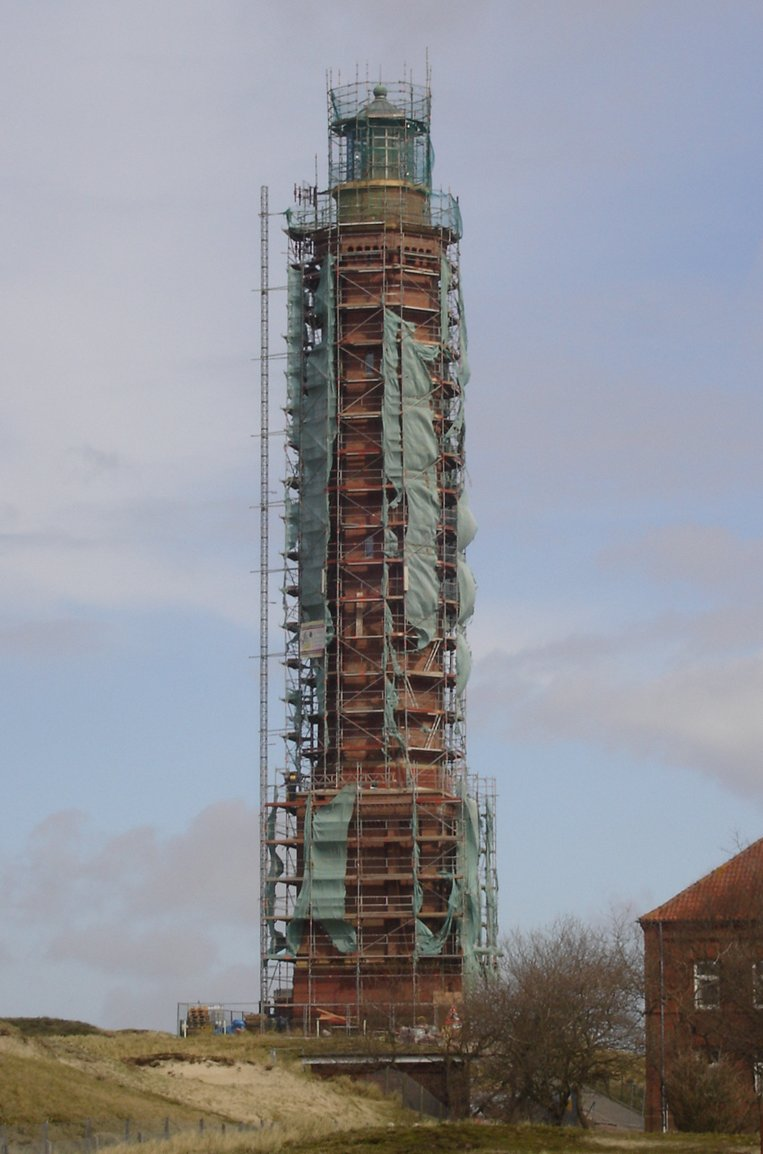
Während der Sanierung (2005)

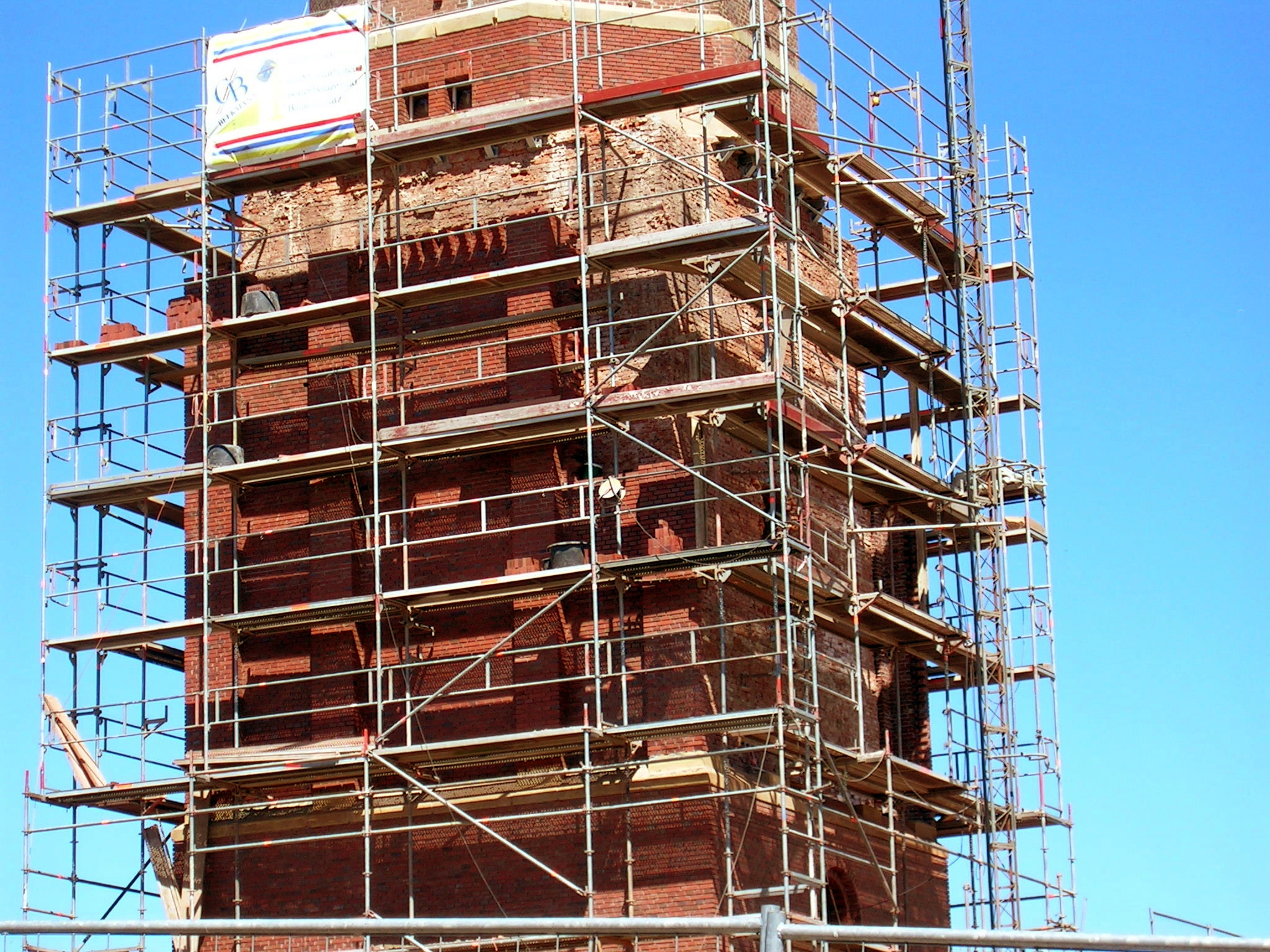
Sockel (Juni 2005)

Aufgrund der vorherrschenden Witterungsbedingungen wurde der Turm 1936, 1951 und 1957 durch Außenanstriche neu imprägniert, bevor 1975 eine erste gründliche Restaurierung erforderlich wurde. Nachdem der Turm 1930 an das örtliche Stromnetz angeschlossen wurde, um die Petroleumlampe durch eine Glühlampe zu ersetzen, wurde 1958 ein Notstromaggregat eingebaut.

### Instandsetzungsarbeiten von 2003 bis 2006
Bei einer weiteren Bauwerksprüfung Anfang des 21. Jahrhunderts wurden gravierende Schäden festgestellt, die auf Feuchtigkeit zurückzuführen waren. Ursache war die Lagerung der für den Bau des Turms verwendeten Backsteine. Diese wurden im Watt abgelegt und bei Flut von Salzwasser überspült, so dass auch nach über 100 Jahren noch Salpeter in Form von Calciumnitrat kristallin ausblühte, der das Mauerwerk nachhaltig schädigte. Die Schäden waren so stark, dass sie eine grundsätzliche Bausubstanzerhaltung nach sich zogen. 2003 wurde der Leuchtturm daraufhin jeweils in den Monaten März bis Oktober mit einem Gesamtinvestitionsvolumen von über 600.000 Euro bis 2006 aufwendig in fünf Stadien restauriert. Zunächst wurde damit begonnen, das äußere, aus Ziegeln und hartem Mörtel bestehende Mauerwerk, das nach 129 Jahren durch Wind und Wetter verwittert und durch Risse zerstört war, vor allem im Bereich des Sockels großflächig zu sanieren und gegen aufkommende Feuchtigkeitsschäden zu imprägnieren. Die weiteren Stadien waren das anschließende Verfugen des äußeren Mauerwerks mit neuem Mörtel, die Sanierung der Fenster und der Eingangstür sowie die Sanierung und Verfugung des inneren Mauerwerks. Weiterhin wurde das Mauerwerk getrocknet, um die Bildung von weiterem Saltpeter zu verhindern. Insgesamt wurden 12.000 Ziegelsteine im Mauerwerk getauscht. Weiterhin wurden das Dach und der Turmkopf restauriert und die Brandschutzmaßnahmen auf den Stand der Technik gebracht.
Der Leuchtapparat wurde im Zuge der allgemeinen Sanierung und Modernisierung am 23. März 2004 mit einer 400 Watt starken Halogen-Metalldampflampe versehen. Diese Metalldampflampe vergrößert unter anderem durch ihre längere Lebensdauer die Wartungsintervalle der Lichtanlage. Darüber hinaus sind gleich zwei von ihnen in einem automatischen Lampenwechsler verbaut. Fällt eine Lampe aus, so schaltet sich die zweite automatisch ein. Die gebündelte Lichtstärke der Metalldampflampe beträgt 496.000 cd, der Lichtstrahl ist 20,7 sm (38,3 km) weit auszumachen.

### Instandsetzungsarbeiten 2019
Im Oktober und November 2019 wurden in einem Zeitraum von fünf Wochen die angebrachten Antennen einer Modernisierung unterzogen. Der Turm war hierfür bis in eine Höhe von 30 Metern eingerüstet, um parallel Ausbesserungen am Mauerwerk vorzunehmen.

## Technische Ausstattung

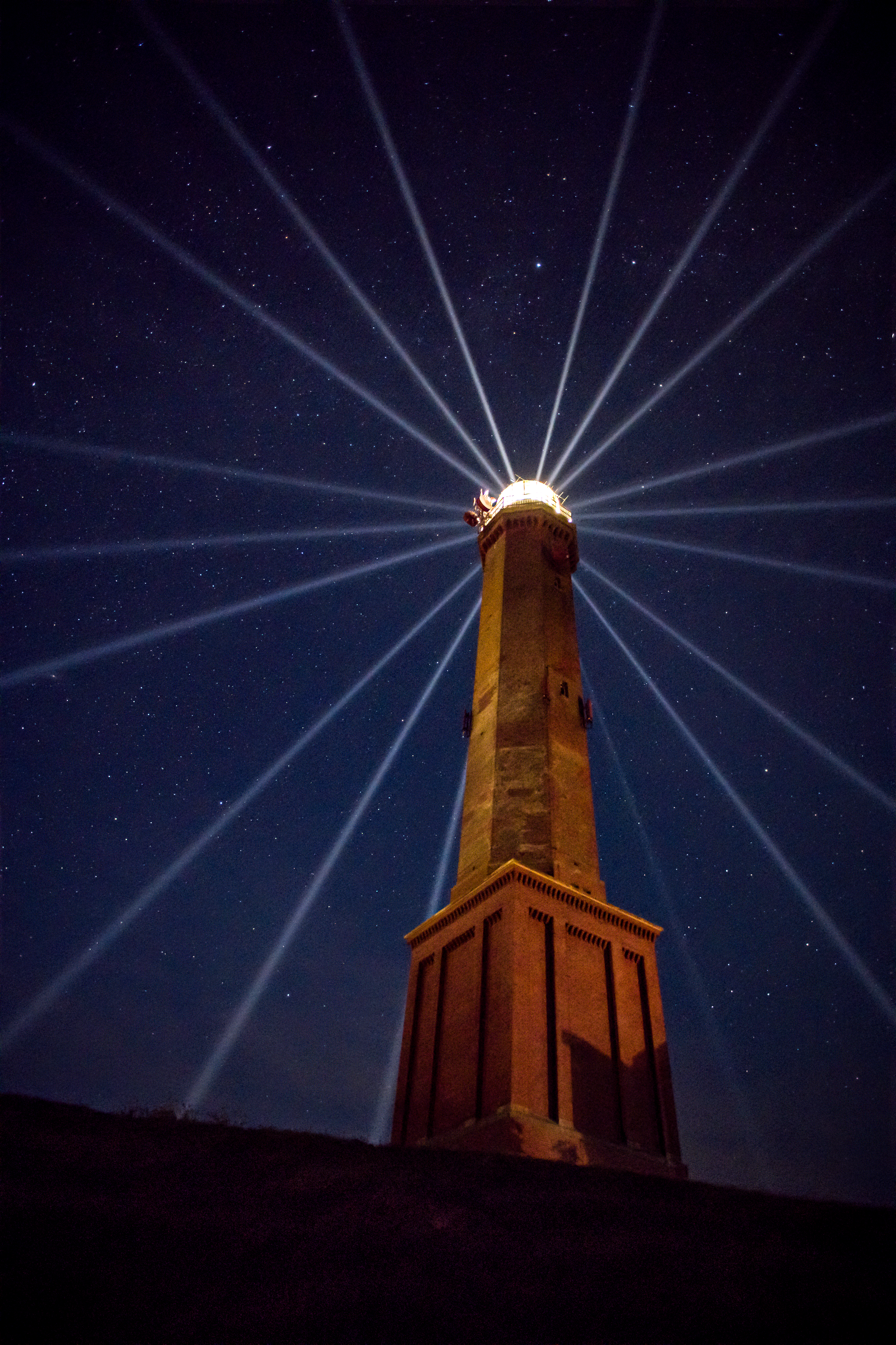
Nachts sind die 18 Lichtstrahlen weithin sichtbar

### Laterne und Optik

Linsenapparat und der Laterne
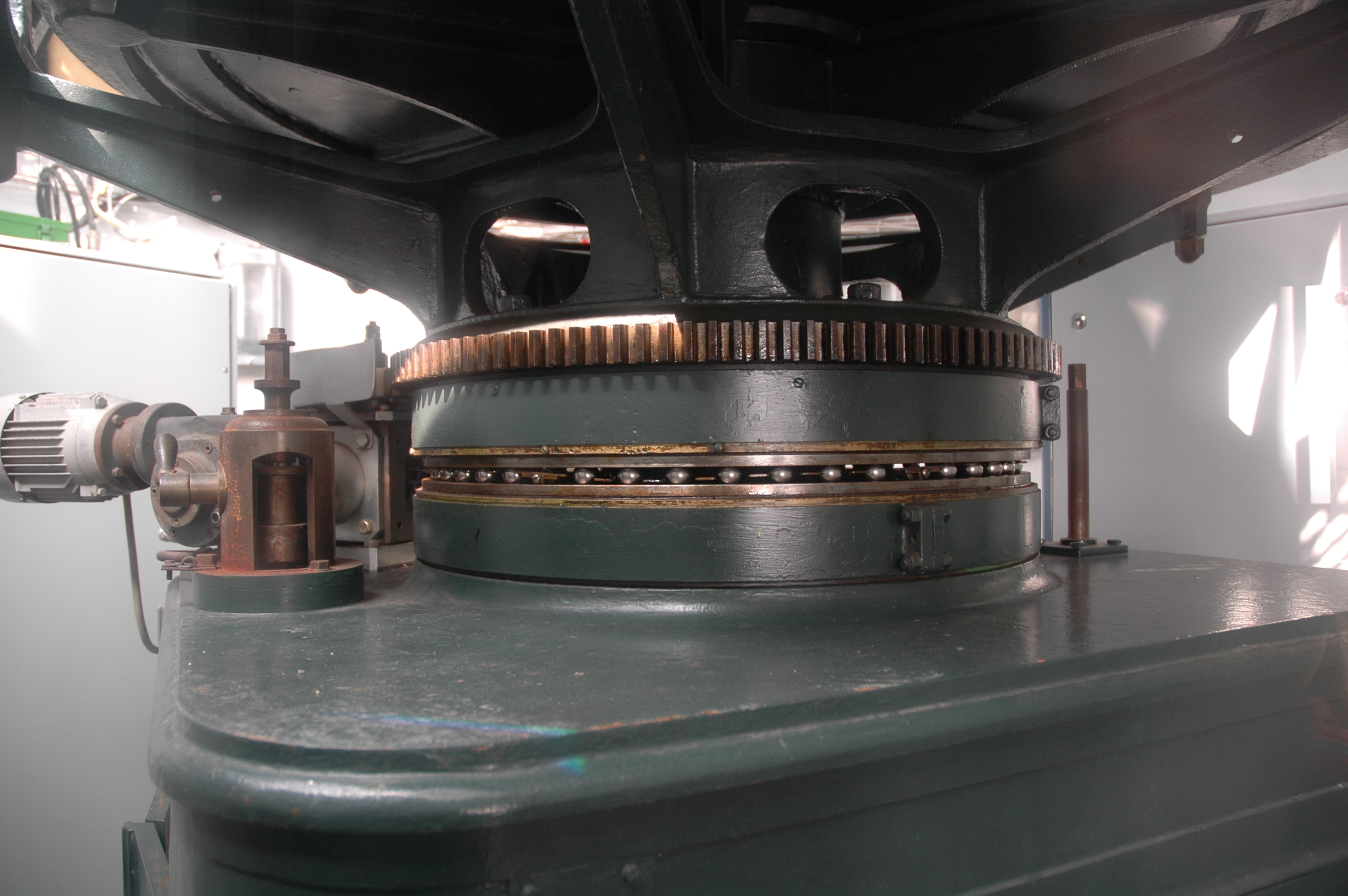
Lagerung der Optik auf dem Drehtisch. Der Durchmesser der Kugeln beträgt jeweils 25 Millimeter. Links der neue Antrieb.
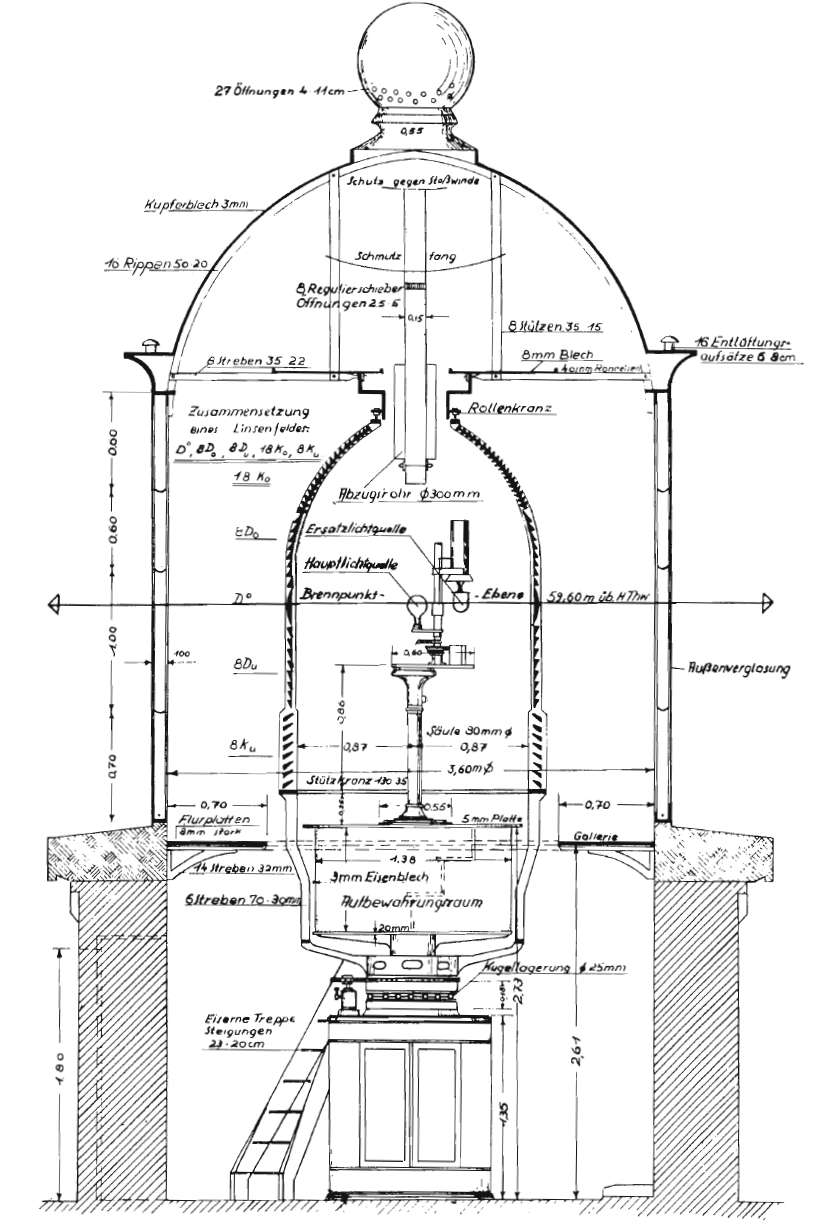
Schnittzeichnung der Laterne

Ein nach den Plänen des französischen Ingenieurs Augustin Fresnel entworfener 2,5 m hoher und 3,5 Tonnen schwerer Fresnelscher Linsenapparat wurde in das 5,3 m hohe Laternenhaus des Leuchtturms eingesetzt. Das Laternenhaus bildet den Turmkopf und ist an seinen 16 Glasflächen durchgehend klar verglast. Auf seiner äußeren Seite ist es mit einem Schutzgitter aus Metall versehen, das die Beschädigung der Glasflächen oder des dahinter stehenden Linsenapparates durch Vogelschlag verhindern soll. Auf dem Laternenhaus ist ein kupfernes Kuppeldach mit einer kugelförmigen Spitze aufgesetzt. Diese Kugelspitze ist mit Löchern verstehen, die der Luftzirkulation dienten, als sich im Laternenhaus noch eine Petroleumlampe befand. Der Linsenapparat im Wert von 67.050 Goldmark ist auf einem kugelgelagerten Tisch montiert und ist linksdrehend. Er dient zur Verstärkung und Bündelung des Lichtes aus der in der Mitte der Optik installierten Lichtquelle. Innerhalb von 72 Sekunden dreht sich die Drehlinsenoptik um sich selbst. Somit beträgt die Umlaufgeschwindigkeit der Drehlinse 5 Grad pro Sekunde ({\displaystyle {\frac {360}{72}}}).
Die durch die  Optik stark gebündelten Lichtstrahlen haben eine Nenntragweite von 23 sm (42,6 km). Der gesamte Linsenapparat hat einen Durchmesser von 1,85 Metern. Die 24 Linsenfelder, von denen jedes vierte abgedeckt ist, bestehen aus 1008 Prismen und 24 Plankonvexlinsen. Dabei hat jedes Linsenfeld eine Plankonvexlinse und je acht dioptrische (nur brechende) Prismen oberhalb und unterhalb von ihr. Außerdem befinden sich im Feld acht katadioptrische (brechende und reflektierende) Prismen unterhalb und 18 katadioptrische Prismen oberhalb der Diopter.
Mit einer Brennweite von 920 Millimetern gehört der Linsenapparat zur 1. Ordnung. Die Ordnungszahl gibt dabei die Entfernung der Linse zum Leuchtkörper an. Insgesamt besteht die 3,5 Tonnen schwere Linsen-Konstruktion, die aufgrund ihrer Form als Scheinwerferoptik bezeichnet wird, aus 1032 Prismen und Linsen. Die gesamte leuchtfeuertechnische Einrichtung wurde von der in Paris ansässigen Firma Sautter – Lemonier & Cie. gefertigt und als Reparationsleistung des Deutsch-Französischen Kriegs von 1870/71 geliefert.

### Antennentechnik

Antennentechnik
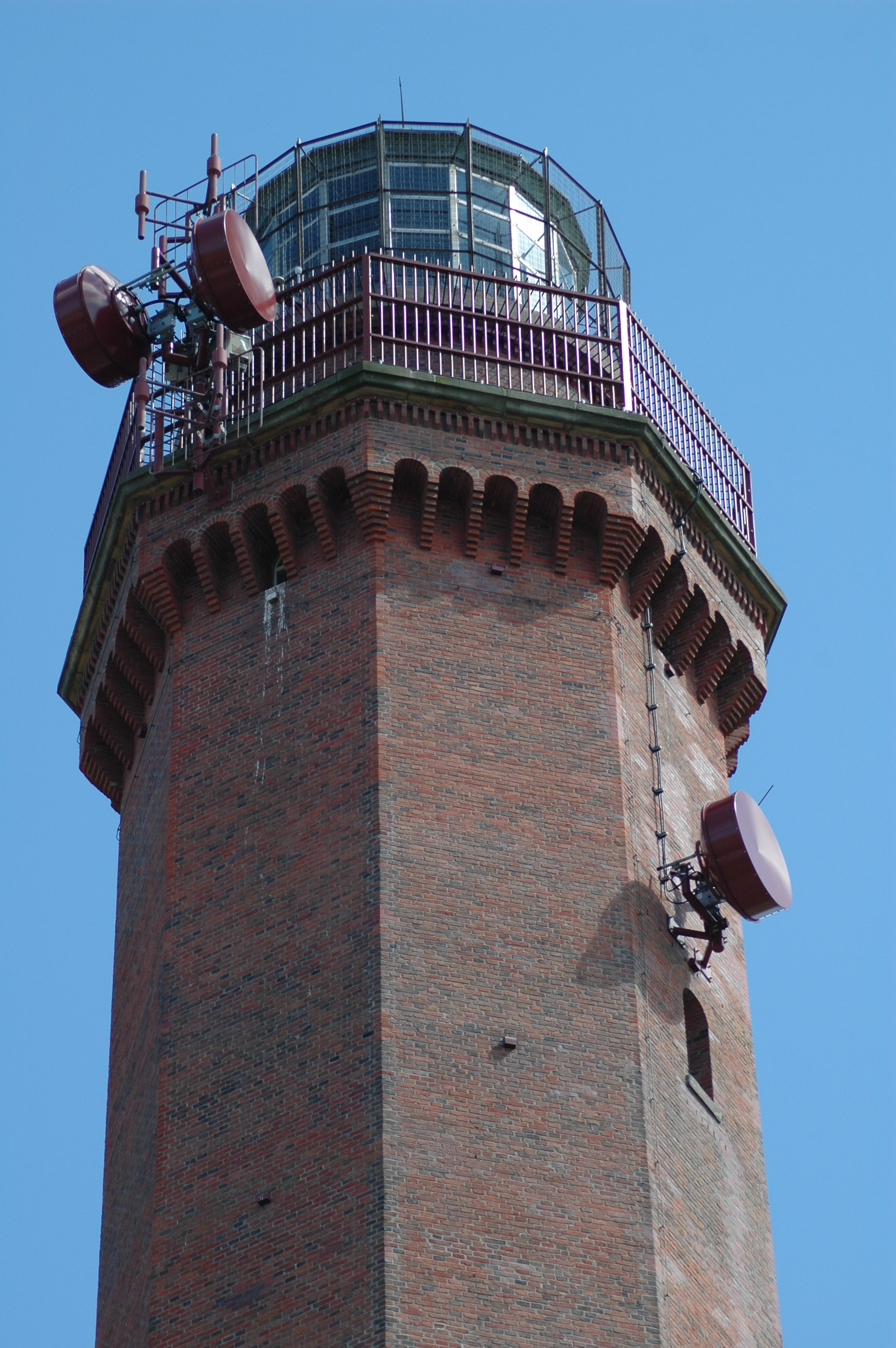
Die im Mai 2012 installierte Antennentechnik
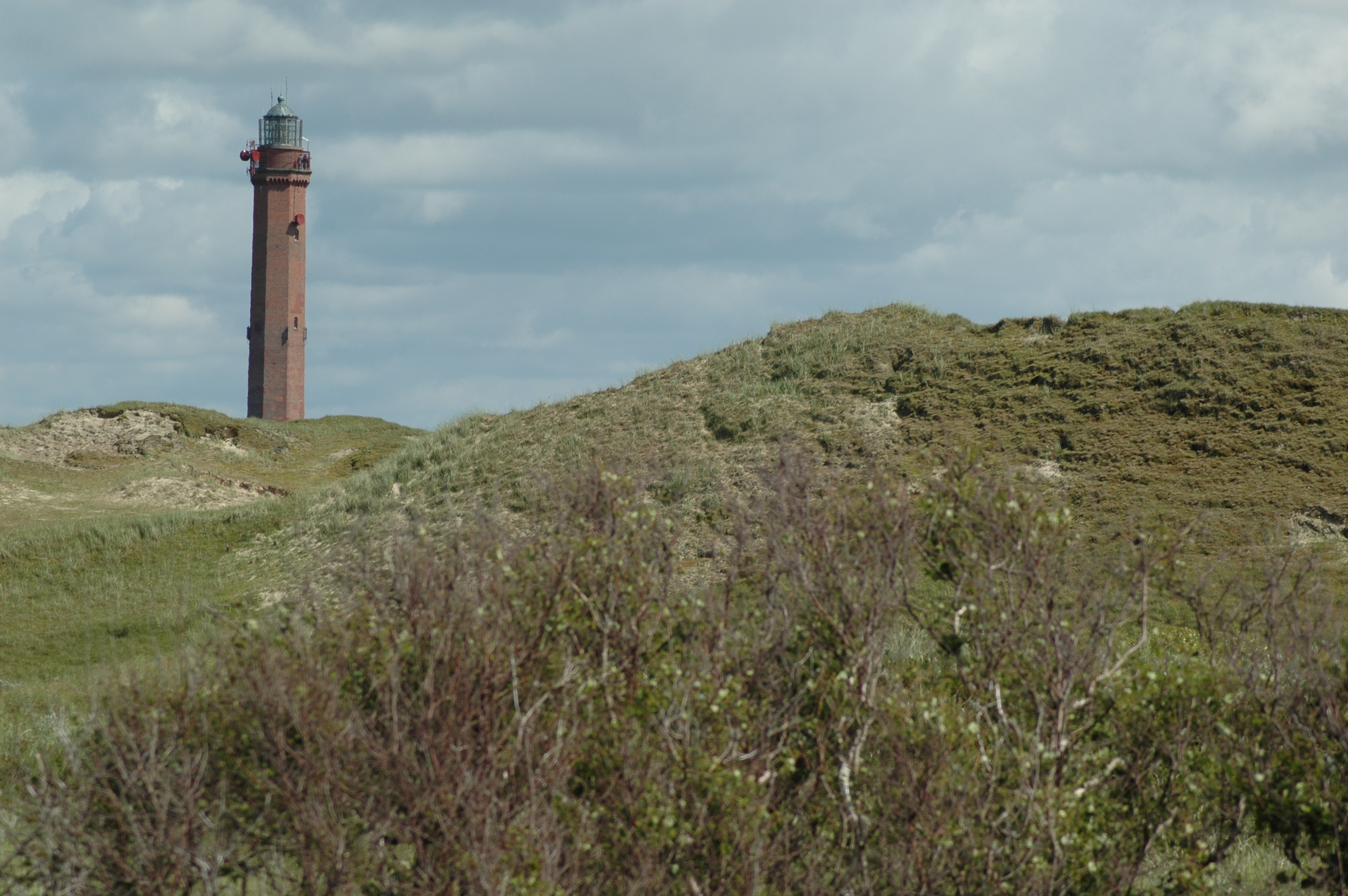
Ansicht des Leuchtturms aus etwa einem Kilometer Entfernung in westlicher Richtung

Der Leuchtturm ist seit den Sanierungsarbeiten 2006 mit zwei nach Norden gerichteten Antennen versehen, die an der Nordseite der Laterne am Turmkopf angebracht wurden. Diese Antennen ermöglichen sowohl Empfang als auch das Senden von AIS-Daten. Weitere installierte Antennen-, Sende- und Empfangseinrichtungen sind ein oberhalb des Lampenraums angebrachter Datensender für den Pegeldatenfunk der Wasserstandsdatenfernübertragung (WDFÜ) sowie eine Rundstrahlantenne für die Kommunikation der DGzRS-Seenotrettungskreuzer. Neben den Arbeiten am Turm selbst wurde der Vorplatz und die Rampe neu gepflastert.
Auf etwa halber Turmhöhe in rund 24 Metern waren von 2006 bis Oktober 2019 mehrere kreisförmig angeordnete GSM-Antennen für das D-Netz angebracht. Diese wurden 2019 gegen LTE-Antennen getauscht, so dass an insgesamt 13 Standorten auf den Inseln Borkum bis Wangerooge ein schnelles Mobilfunknetz vorhanden ist. Neben dem Leuchtturm sind auf Norderney zwei weitere Standorte mit einem LTE-Sendemast versehen: Lüttje Ledge 1 am Hafen und Kaiserstraße 7 am Nordrand der Stadt. Auftraggeber war die Deutsche Telekom Technik. An das Netz angeschlossen ist die Einrichtung über ein unterhalb der südlichen Seite des Leuchtturms errichtetes Maschinenhaus mit Technikraum. Bauherr der Maßnahme war die Deutsche Funkturm. Im Zuge der Auflagen des Denkmalschutzes wurden die Antennen in einer dunkelbraunen Farbvariante angebracht.
Im Mai 2012 wurden an der Galerie zwei zusätzliche Richtfunksysteme für breitbandige Datenübertragung installiert. Der östlich montierte Parabolspiegel ist für die Datenverbindung zwischen Norderney und Wangerooge zuständig und die beiden westlich angebauten Parabolantennen arbeiten im Raumdiversity-Verfahren, um die Richtfunkstrecke zwischen Norderney und Borkum aufzubauen. Diese Antennen sind doppelt ausgelegt, um Ausfälle zu kompensieren.

## Sonstiges

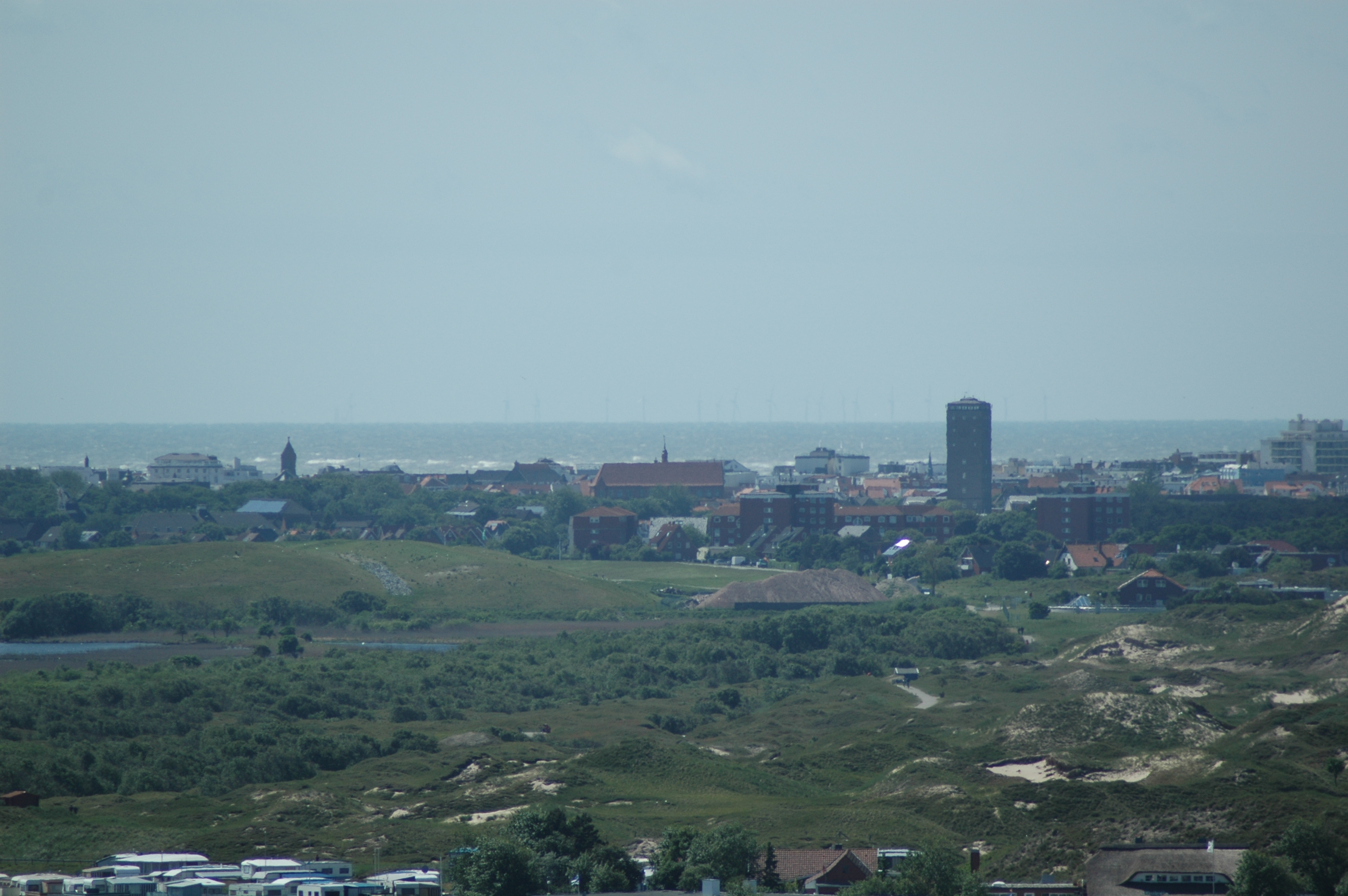
Blick Richtung Westen auf die Stadt Norderney, im Hintergrund am Horizont der Offshore-Windpark Riffgat

Gegen Eintrittsgeld kann der Turm bestiegen und zwischen Anfang April bis Ende Oktober jeweils nachmittags von 14 bis 16 Uhr und bei gutem Wetter ab 11 Uhr als Aussichtspunkt genutzt werden. Nach Vorzeigen der auf Norderney ausgegebenen NorderneyCard wird der Eintrittspreis rabattiert. Die jährliche Besucherzahl liegt bei etwa 40.000 Personen.
An klaren Tagen mit guter Fernsicht können von der umzäunten Galerie unterhalb der Turmspitze im Westen die Inseln Juist und Borkum sowie die Emsmündung mit Eemshaven in der niederländischen Provinz Groningen und im Osten die Inseln Langeoog mit seinem Wasserturm und Spiekeroog ausgemacht werden. Im Südwesten ist die Schleuse des Leysiels auszumachen, nördlich der Offshore-Windpark Gode Wind. Ebenfalls nördlich der Insel war bis zu seiner Versetzung vor Helgoland 2020 der Bergungsschlepper Nordic zu sehen.
Der Kunstmaler Ole West, der selbst bis Ende 2008 auf Norderney lebte, hat den Leuchtturm und dessen Umgebung häufig als Motiv seiner Bilder gewählt, die er hauptsächlich auf Seekarten malt.

## Philatelistische Würdigung
Am 2. Juli 2009 gab die Post eine Sonderbriefmarke mit dem Bild des Norderneyer Leuchtturms im Wert von 45 Cent in der Serie Leuchttürme heraus. Die Gesamtauflage der Briefmarke beträgt 12,3 Millionen Exemplare. Der Entwurf für das Postwertzeichen stammt von Professor Johannes Graf aus Dortmund. Die Ersttagsstempel der Stempelstellen Berlin, Bonn und Norderney waren verfügbar.